# Slow Motion (Ultravox)
Slow Motion is een nummer van de new wave- en Synth-popband Ultravox, uitgebracht op 11 augustus 1978. Het was de eerste single van het toen nog te verschijnen album Systems of Romance. Op dezelfde datum verscheen ook een gelimiteerde, transparante 12-inch single. Het nummer stond vervolgens vier weken in de UK Singles Chart, van maart tot april 1981, met een piek op nummer 33, nadat het in maart 1981 door Island Records opnieuw werd uitgebracht op 7-inch en cassettesingles.
"Slow Motion" was een belangrijke invloed op Gary Numan, die het jaar daarop commercieel succes zou boeken met elektronische pop. Numan zei over het nummer: "Dit was een fantastische mix van verschillende elementen en zette een standaard die ik vervolgens heel hard probeerde te bereiken met 'Are "Friends" Electric?' en 'Cars'. Ik probeerde net zo goed te zijn als Ultravox."